# Dossier Mitrochin
Il dossier Mitrokhin prende il nome da Vasilij Nikitič Mitrochin, un ex archivista del KGB: con questo termine si fa riferimento alla parte del corposo archivio Mitrochin riguardante le attività illegali dei servizi segreti sovietici in Italia.
L'Archivio, che nella sua interezza è costituito da oltre 6 casse di documenti, ha portato alla produzione di oltre 3 500 rapporti di controspionaggio trasmessi a 36 nazioni, redatte dal SIS, il servizio di controspionaggio inglese, sulla base delle note manoscritte che l'ex archivista copiò da documenti segreti del KGB. Le 261 schede relative all'Italia vennero consegnate al SISMI a partire dal 1995 fino al 1999 e corrispondono a un arco temporale che va dal 1917 al 1984, anno in cui Mitrokhin andò in pensione.
La Commissione parlamentare d'inchiesta sui documenti venne denominata giornalisticamente Commissione Mitrokhin, e venne presieduta da Paolo Guzzanti.

## Contenuto delle schede
Il servizio segreto britannico ha inviato in Italia fra il 1995 e il 1999 261 documenti, che portano tutti il nome di Rapporto Impedian seguiti dal numero d'ordine. Ogni scheda contiene:
- data delle informazioni aggiornate al 1984;
- data di emissione da parte del SIS (che varia dal 23 marzo 1995 al 10 novembre 1998);
- fonte
- oggetto
- commento (informazioni che il servizio segreto inglese richiede all'Italia quando non è riuscito a risalire all'identità di un contatto)
- la segnatura ”Segretissimo”

Le schede sono state tradotte in lingua italiana dal personale del SISMI. La traduzione italiana occupa 645 pagine. Dopo essere stato inviato dal SISMI alla procura della Repubblica di Roma, per decisione parlamentare il dossier Mitrokhin è stato acquisito dalla Commissione stragi, che ne ha disposto la pubblicazione l'11 ottobre 1999. Il dossier non è diviso per capitoli, ma per numero di scheda. È possibile però ricostruire un ordine che faciliti l'esposizione. Gli argomenti principali trattati nelle schede sono: 1) Le stazioni radio e i depositi clandestini di armi; 2) I collaboratori italiani e i loro compiti; 3) I finanziamenti illegali al PCI, al PSIUP e al Partito Comunista di San Marino; 4) Gli attriti tra PCI e PCUS.

### Le stazioni radio e i depositi clandestini di armi
Dal dossier Mitrokhin emergono informazioni riguardanti l'esistenza in Italia di basi radio sparse sul territorio e difese da attigui depositi di armi. Queste, secondo la relazione di maggioranza, sarebbero dovute servire al KGB per organizzare e mantenere in Italia una rete clandestina di agenti da attivare se si fosse verificato un colpo di Stato di destra (come era avvenuto in Grecia nel 1967) che avesse messo fuorilegge il PCI. Le basi radio e i depositi d'armi, sono stati effettivamente tutti rinvenuti dove indicato da Mitrokhin nel dossier: curiosamente, i primi tentativi di ritrovamento non ebbero successo per via di un inspiegabile errore di conversione tra unità di misura internazionali (metri), russe ed anglosassoni (yarde) compiuto dai servizi di sicurezza italiani.
La successiva identificazione dell'errore da parte degli inglesi e dello stesso Mitrokhin (che fornì informazioni aggiuntive, compresa una piantina) consentì il ritrovamento delle radio e delle armi in tutte le località con l'eccezione di una nel Lazio, il cui sito era stato nel frattempo edificato con la costruzione di palazzine. Questo è un forte indizio a favore dell'autenticità del dossier, poiché non è conosciuta nessun'altra fonte precedente che facesse supporre l'esistenza di tali stazioni radio a lunga gittata, in grado di trasmettere fino in Unione Sovietica.

### I collaboratori italiani e i loro compiti
Il KGB creò sul territorio italiano dei nuclei destinati ad eseguire alcuni compiti:
- l'individuazione e l'installazione di dispositivi speciali in nascondigli vicini agli obiettivi;
- il procacciamento di esemplari di uniformi militari italiane, gradi, kit da cucito, con l'evidente scopo di riprodurli per fini di spionaggio (scheda 159);
- la creazione di gruppi di sabotaggio (scheda 156);
- l'attivazione di operazioni speciali in tempo di pace contro due o tre obiettivi principali dell'avversario (scheda 156);
- l'utilizzazione degli immobili di agenti del KGB come nascondigli di apparecchiature di grosse dimensioni (scheda 157).

Quanto all'identità delle spie italiane ingaggiate dai sovietici, il KGB strinse rapporti soprattutto con pubblici ufficiali. I ruoli e le azioni svolte sono stati trascritti al condizionale ("avrebbe passato documenti", ecc.), molti di quei ruoli, all'arrivo del dossier, erano già noti da tempo ai servizi (come affermato da diversi responsabili dei servizi stessi durante le audizioni alla commissione Mitrokhin), altri riguardavano fatti che non costituivano nessun tipo di reato o illecito o erano già caduti in prescrizione, per altri ancora i responsabili erano nel frattempo morti, in alcuni casi l'identificazione tra il nome in codice e la persona non era tuttavia sicura. Nonostante le numerose richieste né i servizi, né la magistratura, né la commissione hanno avuto accesso alle copie delle trascrizioni originali di Mitrokhin (tranne in un caso), ma solo ai report riassunti forniti dai servizi inglesi e questo ha posto problemi anche di verificabilità delle fonti (secondo la relazione di minoranza della commissione alcune delle informazioni contenute nei report consegnati al SISMI differivano rispetto a quanto Mitrokhin poi scrisse nei suoi libri).

#### Elenco sospetti collaboranti
Il presente elenco, con le rispettive indicazioni a corredo, è tratto dal documento conclusivo della commissione Guzzanti.
- Carlo Fortunati, quando lavorava alla cifratura presso l'ambasciata italiana a Mosca (scheda 1);
- Bonifacio Pansini - console onorario austriaco a Bari (scheda 2);
- Angelo Travaglini - funzionario del Ministero degli Esteri e segretario dell'ambasciata italiana in Camerun (scheda 11);
- Mario Colombo - addetto all'ambasciata italiana di Sofia e poi al consolato italiano di Saarbrücken (ex Repubblica Federale Tedesca), che da Sofia avrebbe passato messaggi cifrati al KGB e sottratto documenti all'ambasciata e dalla città tedesca sarebbe stato "coltivato" dai servizi bulgari;
- Corrado Mancioni - addetto al dipartimento NATO del Ministero degli affari esteri, che avrebbe dovuto collocare microspie in tale ufficio, oltre che nella villa di Ginevra occupata dalla delegazione italiana per la conferenza CSCE sul disarmo (scheda 49);
- Giuseppe De Michelis di Slonghello - funzionario del dipartimento politico del Ministero degli Esteri (scheda 54);
- "Petrov" - ufficiale della Marina che avrebbe collaborato spontaneamente col KGB e che nel 1983 avrebbe fornito materiale concernente la NATO ed altro (scheda 78);
- "Vittorio" - addetto all'Istituto per la relazioni culturali tra Italia e Messico, che sarebbe stato addestrato dal KGB con l'intenzione di inviarlo in Cina sotto gli auspici del Ministero degli Esteri (scheda 82);
- Fernando Rizzo – funzionario del Ministero dell'Interno, che sarebbe stato avvicinato dallo spionaggio polacco e successivamente reclutato dal KGB (scheda 91);
- "Suza" e "Venetsianka", due sorelle italiane al servizio del KGB, la prima avrebbe lavorato alle dipendenze del Ministero degli Affari esteri e poi sarebbe divenuta collaboratrice del consigliere diplomatico Lucioli, con accesso ai documenti che Lucioli riceveva dal Ministero degli Esteri e dagli ambasciatori italiani; la seconda avrebbe fatto parte dell'ambasciata italiana in Francia e poi nella Repubblica Federale Tedesca (scheda 137); Suza dovrebbe essere Maria Collavo;
- "Graf" - l'agente del KGB appartenente al consolato italiano a Le Havre (scheda 148);
- Mario Babic – generale, addetto aeronautico presso l'ambasciata a Mosca. Sarebbe stato costretto a collaborare col KGB mediante una reazione inscenata da parte di un ufficiale che si sarebbe spacciato per il marito di una donna russa con cui Babic conviveva e che avrebbe minacciato di comprometterlo adducendo anche un falso aborto. Poi Babic si sarebbe pentito della collaborazione, chiedendo la distruzione del documento da cui risultava il suo intrappolamento, ma sarebbe stato nuovamente raggirato, in quanto gli sarebbe stata consegnata una copia del documento con cui si impegnava a collaborare, fatta passare per originale: egli non se ne sarebbe accorto (scheda 149) e, come risulta dalla scheda 152, rientrava nei sistemi del KGB per "indurre o forzare un individuo a collaborare minacciando di rivelare le sue vulnerabilità", peraltro, in questo caso, sulla base di fatti falsi e costruiti ad arte;
- "Demid" (agente reclutatore), "Kvestor" (cifratore) e "Tsenzor" (funzionario dell'ufficio radio) - funzionari del Ministero degli Esteri che sarebbero stati usati per ottenere chiavi criptate del Ministero degli Esteri e del Ministero dell'Interno, informazioni sui movimenti delle flotte NATO nei porti italiani, informazioni sui controlli esercitati sul PCI con sottrazione di documenti segreti dalle casseforti del capo del controspionaggio del Ministero dell'Interno;
- "Tibr" - dipendente del Ministero dell'Interno che avrebbe fornito informazioni sulla NATO e che sarebbe stato addestrato come operatore radio per operare in una sede illegale;
- "Kapa" - segretario steno-dattilografo, anch'egli in servizio al Ministero dell'Interno (scheda 165).
- Gianluigi Pasquineili - segretario dell'ambasciata italiana a Berna, "ripagato con costose ricompense" (scheda 3);
- "Polatov" - vice addetto navale all'ambasciata italiana a Mosca e ufficiale dei SIOS, "reclutato" (e quindi, retribuito) dal secondo direttorato generale del KGB. Dietro questo nome in codice si nasconde presumibilmente Armando Vigilano (scheda 9);
- Ermanno Squadrilli - funzionario del Ministero degli Esteri, "reclutato" dalla rezidentura del KGB a Roma (scheda 10);
- Giuseppe Planchenti - addetto all'ambasciata italiana di Mosca, avvicinato dal KGB. Una agente avrebbe finto di innamorarsi di lui convincendolo ad avviare un rapporto di convivenza: la donna avrebbe quindi simulato una gravidanza ed un aborto, costringendo Planchenti a rendersi disponibile al KGB. Planchenti avrebbe fornito dettagli sulle strutture e sulle misure di sicurezza dell'ambasciata italiana, ritratti a penna di appartenenti ad essa, indicazioni sugli appartenenti ai servizi speciali (scheda 17);
- Enrico Aillaud - consigliere diplomatico del presidente del Consiglio dei ministri, poi capo del gabinetto di Amintore Fanfani e, successivamente, ambasciatore italiano in Cecoslovacchia, Polonia, Austria e DDR. Sarebbe stato reclutato dai servizi cecoslovacchi ricattandolo per una relazione con una donna di facili costumi e per speculazioni monetarie. Avrebbe fornito informazioni circa la NATO, la CEE, la Cina e membri dei corpi diplomatici a Mosca; sarebbe stato ricompensato con preziosi regali e con battute di caccia a Mosca (scheda 21);
- Giovanni De Luca - funzionario del Ministero per il Commercio estero, il quale, trovandosi in difficoltà economiche, sarebbe stato aiutato da un emissario italiano del KGB ad ottenere mansioni meglio retribuite nella segreteria del ministro e sarebbe stato poi coinvolto nella preparazione del materiale per l'agenzia ADN Kronos, con una retribuzione di 50.000 lire, per cui avrebbe passato documenti segreti al KGB (scheda 33);
- "Enero", non identificato - funzionario del Ministro degli affari Esteri, indicato come agente del secondo direttorato Generale del KGB (scheda 41);
- Francesco Virdia - ufficiale cifratore del Ministero degli Affari esteri, dove sarebbe stato assegnato da un appartenente al KGB, che gli avrebbe fatto regali valutabili ciascuno fino alle 20.000 lire, e poi (dal 1952) gli avrebbe fatto corrispondere uno stipendio mensile di lire 10 000, elevate poi a lire 15.000. Nella scheda si parla di telegrammi cifrati che Virdia avrebbe comunicato al KGB prima oralmente, poi trasmettendone copia. Nel 1953 avrebbe fornito, dietro compenso di lire 100 000, i codici cifrati adoperati dalle prefetture, dai carabinieri, dalle missioni italiane all'estero e dallo stato maggiore (SIFAR), il codice DANTE usato per le reti interne italiane, e, per il 1964, il codice ROMA (scheda 53);
- "Denis" - ufficiale cifratore della rezidentura dello spionaggio italiano in Libano, "manipolato" e "reclutato" dal KGB nel 1961 (scheda 71);
- Mario Prezioso - impiegato presso l'ufficio anagrafe di Villanova (vicino a Roma), il quale - previe ricompense - avrebbe fornito allo spionaggio bulgaro (che fungeva da tramite per il KGB) informazioni sugli abitanti del distretto che si recavano all'estero (scheda 76);
- Velia Fratelli - dattilografa del dipartimento stampa del Ministero degli Esteri, "reclutata" dal KGB (scheda 139);
- "Topo" - altra dattilografa del Ministero degli Esteri, reclutata dal KGB e in diretto contatto con la rezidentura romana, cui per 15 anni avrebbe fornito "informazioni documentarie" (scheda 140);
- "Inga" - anch'essa dattilografa del Ministero degli Esteri, reclutata dal KGB, cui nel 1971 sarebbe stata amputata una gamba, elemento determinante per la sua identificazione (scheda 141);
- Luciano Raimondi - addetto culturale presso l'ambasciata italiana in Messico, di nota fede comunista, reclutato dal KGB (scheda 150);
- Libero Rovaglio - funzionario del Ministero degli Esteri, tramite il KGB sarebbe stato reclutato dai servizi albanesi. Poi avrebbe fornito al KGB codici, cifrari, documenti e copie provenienti dall'ambasciata italiana, circolari segrete ed istruzioni del Ministero della Difesa e di quello degli Esteri (scheda 178);
- Giorgio Conforto - già dipendente del Ministero degli Esteri, il quale avrebbe reclutato "Topo", "Inga", "Suza" e "Venetsianka". Nel 1968 sarebbe stato "congelato" dal KGB e gli sarebbe stata assegnata una pensione a vita di 180 rubli. Nel 1975, a ricompensa di 40 anni di collaborazione con il KGB, egli e la moglie furono insigniti dell'ordine della Stella rossa. Nel 1979 la di lui figlia Giuliana fu arrestata con due terroristi delle Brigate Rosse (Valerio Morucci e Adriana Faranda), cui aveva offerto ospitalità, e nella casa fu ritrovata una mitraglietta dello stesso tipo di quella impiegata per uccidere Aldo Moro. La stessa scheda (scheda 142) tuttavia afferma che "La donna aveva funto da custode di un appartamento adoperato dai terroristi e, come si chiarì in seguito, era stata usata dal KGB a sua insaputa. Conforto non sapeva del legame di sua figlia con i terroristi e si trovava nell'appartamento della figlia quando questa venne arrestata insieme alle altre due terroriste", negando quindi un loro coinvolgimento con le BR. Proprio a causa di questi avvenimenti Conforto fu nuovamente "congelato" nel timore che eventuali indagini relative all'arresto della figlia si estendessero anche a lui.
- Italo Papini - funzionario del Ministero degli Affari esteri accreditato all'ambasciata italiana a Mosca. Era sposato con una cittadina sovietica. A Mosca gli sarebbe stato teso un tranello, in quanto sarebbe stato attirato in una relazione segreta da una donna agente del KGB ed i loro incontri sessuali sarebbero stati fotografati. Un altro agente avrebbe strumentalizzato tale relazione, inventando il fatto che la donna, rimasta incinta, era stata operata ed era rimasta invalida ed i suoi parenti erano intenzionati a rivolgersi all'ambasciata italiana. Avrebbe aggiunto che vi erano altre fotografie che riproducevano rapporti sessuali di Papini con una sua domestica, anch'essa sovietica. Sarebbe stato così costretto a fare l'informatore del KGB ed avrebbe parlato di manipolazioni finanziarie dell'ambasciata italiana (rubli contrabbandati all'estero). Poi avrebbe collaborato con il KGB dall'Italia, venendo retribuito con 500 dollari (scheda 173);
- Vincenzo Marazzuita ("Metsenat") - prefetto con incarico importante presso la presidenza del Consiglio, indicato come agente del KGB, che sarebbe stato retribuito con 170 rubli mensili, e pensionato nel 1980 con una liquidazione di 1 500 dollari. Strelkov Vladimir Evgenijevic, interprete russo della lingua italiana che lavorava per il KGB, in un interrogatorio ha dichiarato che Marazzuita veniva retribuito con 40-60 000 lire mensili per le informazioni fornite (scheda 214);
- Carlo Castagnoli, fisico docente all'Università di Torino, è citato sia all'interno del Dossier Mitrokhin (sotto il nome di copertura "Kars")[6], sia nel Rapporto Impedian 18[7].

Inoltre, tre rappresentanti del PCI sarebbero stati in Unione Sovietica rispettivamente come istruttore radio e cifratura, come specialista nella disinformazione e come esperto nella produzione di documenti falsi (scheda 79). Risulta poi l'addestramento e l'uso di "illegali" per l'individuazione in Italia di luoghi adatti per i movimenti di resistenza, di punti sensibili negli oleodotti, o per azioni speciali contro ferrovie e autostrade, oppure per sbarchi marittimi, e dei siti di atterraggio (scheda 118). Tra le spie sovietiche vi era anche la categoria dei giornalisti italiani "coltivati" tra cui:
- Giuliano Zincone, corrispondente del Corriere della Sera e, secondo la fonte, collegato al gruppo di sinistra de Il manifesto (scheda 4);
- Sandro Viola, corrispondente de la Repubblica (scheda 5);
- Luigi Fossati, vicecaporedattore de Il Messaggero, che avrebbe fornito al KGB informazioni su diplomatici (scheda 6);
- Giorgio Girardet, redattore capo del giornale Nuovi Tempi, che nel 1997 avrebbe ricevuto una retribuzione mensile di 150 rubli quale reclutato dalla rezidentura del KGB a Roma (scheda 13);
- "Podvizhnij", giornalista italiano non identificato, direttore di una "importante rivista" e corrispondente de Il Tempo e de L'Automobile, che sarebbe stato retribuito con uno stipendio mensile di 240 rubli e che sarebbe stato informatore del KGB su un consigliere dell'ambasciata albanese in Italia e sull'ambasciatore stesso (scheda 16);
- Francesco Gozzano, direttore del dipartimento internazionale dell'Avanti!, agente della rezidentura del KGB a Roma, che sarebbe stato retribuito con un salario mensile di 240 rubli (scheda 23);
- Franco Leonori, direttore dell'agenzia di stampa cattolica di sinistra Adista, avrebbe ricevuto dal KGB un salario mensile di 170 rubli (scheda 27);
- Gianni Corbi, redattore capo del settimanale L'Espresso, che dal 1962 sarebbe stato finanziato dal KGB (scheda 35);
- Alberto Cavallari, direttore dell'ufficio di Roma del settimanale L'Europeo, indicato come in contatto confidenziale con la rezidentura di Roma del KGB (scheda 36);
- Angelo Padovan, redattore de Il Popolo per la politica estera, indicato come contatto segreto della rezidentura del KGB a Roma (scheda 51);
- "Oston", agente del KGB e redattore del quotidiano Politica nuova (scheda 75);
- Giorgio Bonelli, indicato come gestito dal dipartimento 1 del direttorato 5, che si sarebbe occupato dei "viaggiatori illegali" (scheda 154).

Inoltre la rezidentura romana del KGB avrebbe avuto rapporti con le seguenti riviste e giornali: Paese Sera, Sette Giorni, L'Europa Domani, L'Astrolabio, Scena illustrata e L'Espresso, tutti classificati con nomi in codice (schede 35 e 146).

### I finanziamenti illegali al PCI, al PSIUP e al PCS
La scheda numero 122 riporta l'elenco dei finanziamenti sovietici al PCI tra il 1970 e il 1977. La scheda informa che, in quel periodo, la cellula del KGB di Roma avrebbe consegnato al PCI le seguenti somme: per il 1971, 1 600 000 dollari; nel 1972 5,2 milioni; nel 1974 furono consegnati a febbraio 3 milioni ed entro maggio altri 6 milioni di dollari, incluso un milione di dollari in più (Armando Cossutta aveva chiesto il rimanente anticipo di 500 000 dollari); per il 1976 5,5 milioni, più un altro milione consegnato successivamente; infine, nel 1977, 1 milione.
La scheda numero 126 riporta l'elenco dei finanziamenti sovietici al PSIUP tra gli anni 1969 e 1972: 900 000 dollari nel 1969 e nel 1970, 825 000 dollari nel 1971, 1 050 000 dollari nel 1972 (di cui 600 000 per la campagna elettorale). La scheda numero 125 riporta l'elenco dei finanziamenti sovietici al Partito Comunista di San Marino (PCS) tra il 1970 e il 1977: 25 000 dollari nel 1970, 20 000 dollari nel 1971, 25 000 dollari nel 1974 e 30 000 dollari nel 1977.

### Gli attriti tra PCI e PCUS
Nelle schede 130, 131, 145 e 192 viene evidenziato come il PCUS non approvasse alcune scelte del PCI e di Enrico Berlinguer ("contatti tra rappresentanti del PCI e rappresentanti USA; la posizione del PCI sull'appartenenza dell'Italia alla NATO; tolleranza della aggressività politica di Israele; Tentativi di sviluppare contatti con il Partito Comunista Cinese; supporto al Governo italiano; polemiche con il PCUS su questioni di religione, dissidenza, eventi in Cecoslovacchia ed altri argomenti") e come quindi il PCUS dovesse spesso esercitare pressioni sul PCI e il KGB stesse di conseguenza preparando dei documenti e delle false notizie per cercare di compromettere Berlinguer stesso.

### Il colonnello del KGB Sokolov e il «Caso Moro»
Il Dossier Mitrokhin ha contribuito a svelare l'identità di un agente del KGB coinvolto nel Caso Moro (la tragica vicenda avvenuta nel 1978, quando lo statista italiano fu sequestrato dalle Brigate Rosse e, dopo 55 giorni, ucciso). Nel 1999, quando il dossier fu reso pubblico, Ferdinando Imposimato, titolare dell'inchiesta sul sequestro e l'uccisione dello statista, ne ottenne una copia.
Il professor Francesco Tritto, che era stato negli anni settanta collaboratore di Moro alla Sapienza, la sfogliò e, nella scheda nº 83, del 23 agosto 1995, vi lesse il nome Sergej Sokolov: quel nome gli fece tornare alla mente un borsista di un'università moscovita che conobbe Moro negli ultimi mesi prima del sequestro. La scheda diceva anche che Sokolov apparteneva al V Dipartimento, quello preposto alle "operazioni speciali" in Italia, operazioni che consistevano nei sequestri di persona e negli omicidi. Sokolov, quindi, non era venuto in Italia per studiare, ma per controllare da vicino Moro. Nelle parole di Imposimato, che ha collaborato con la Commissione, egli «raccolse su Moro notizie che potessero preludere al sequestro».
Secondo il giudice, però, la scheda del Dossier Impedian relativa all'agente sovietico conteneva una manipolazione: nel documento, infatti, era scritto che Sokolov entrò in Italia nel 1981, quanto bastava per escluderlo da un coinvolgimento nella vicenda. Imposimato, attraverso le indagini, scoprì invece che la data esatta dell'arrivo della spia sovietica in Italia era stata il novembre 1977, ovvero pochi mesi prima del sequestro Moro. Imposimato confermò un altro dato presente sulla scheda nº 83, ovvero che Sokolov aveva vinto la borsa di studio che gli era servita per entrare in Italia grazie all'appoggio dell'ambasciatore italiano a Mosca, Enrico Aillaud, anch'egli risultante legato al KGB, secondo il dossier Mitrokhin.
Il fatto che il nome presente sulla scheda coincidesse con il nome con cui Sokolov si presentò a Moro e a Tritto non stupì Imposimato, che sapeva che altre spie russe presenti in Italia usavano il loro vero nome. Dal comportamento "scoperto" della spia, Imposimato dedusse che Sokolov fosse convinto di poter contare sull'appoggio di qualcuno in Italia. Infatti il Sismi non produsse nessuna informativa su di lui: per gli inquirenti Sokolov non esistette fino al 1995, quando il suo nome comparve nel Dossier Mitrokhin. Nel 1981 il finto borsista russo aveva già raggiunto il grado di colonnello (dato riportato sulla scheda nº 83), il che comprova, secondo Imposimato, che la sua carriera nel KGB fosse iniziata diversi anni prima.

## La commissione parlamentare
Nel 2002 fu istituita una commissione parlamentare di inchiesta, riprendendo un disegno di legge del governo D'Alema della precedente legislatura, per verificare le affermazioni contenute nel dossier, specialmente quelle riguardanti l'attività spionistica svolta dal KGB sul territorio nazionale e le eventuali implicazioni e responsabilità di natura politica o amministrativa: presidente della commissione fu nominato Paolo Guzzanti di Forza Italia.
Guzzanti reperì copie di fascicoli segreti anche in Germania, Israele, USA, Repubblica Ceca e Ungheria. Dall'insieme dei documenti esaminati emerse come fin dagli anni cinquanta il KGB pagasse degli informatori, reclutati anche tra i funzionari del PCI; il nome più importante che compare nel dossier è quello di Armando Cossutta. Emergono innanzitutto i piani di invasione dell'Italia e di tutta l'Europa occidentale da parte dell'URSS risalenti all'immediato dopoguerra, ma rimasti in vigore fino agli anni ottanta, che nelle loro linee generali erano tuttavia già noti da tempo alle forze NATO: le forze sovietiche sarebbero dovute entrare dal Brennero.
Alla commissione parlamentare d'inchiesta sul Dossier Mitrokhin presero parte i seguenti senatori: Guzzanti (presidente), Meleleo e Zancan (segretari), Andreotti, Bettamio, Cavallaro, Ciccanti, Dato, Falcier, Garraffa, Gasbarri, Lauro, Maconi, Malan, Marino, Mugnai, Nieddu, Pace, Stiffoni e Ulivi. Erano membri della commissione anche i seguenti deputati: Mangiello e Papini (vicepresidenti), Adornato, Albonetti, Bielli, Carboni, Cicchitto, Diliberto, Duilio, Fallica, Fragalà (successivamente ucciso a bastonate in circostanze ancora da chiarire), Gamba, Giordano, Lezza, Menia, Molinari, Napoli, Quartiani, Saponara e Stucchi.
Fra i principali consulenti nominati dalla Commissione vi sono il Generale Inzerilli; i magistrati Matassa, Cordova e Mastelloni; gli storici Cipriani, Donno e Sechi. Il 16 dicembre 2004, vengono rese pubbliche le relazioni finali (scaricabili dal sito internet del Parlamento Italiano). Anche Romano Prodi fu ascoltato il 5 aprile 2004 dalla Commissione Mitrokhin, in riferimento al fatto che lo stesso, non ancora parlamentare, il 2 aprile 1978, mentre era in corso il sequestro di Aldo Moro, avrebbe partecipato in casa di amici in provincia di Bologna (la casa era di proprietà del futuro economista e ministro Alberto Clò e alla seduta partecipò anche Mario Baldassarri, ai tempi della commissione politico di Alleanza Nazionale e viceministro per l'Economia e le Finanze dei governi Berlusconi II e III) ad una seduta spiritica, nella quale un piattino, mosso dallo spirito di Giorgio La Pira, richiesto dell'ubicazione del sequestrato, avrebbe composto il nome “Gradoli”.
Trasmessa poi l'informazione al Viminale, il 6 aprile venne organizzata dalla polizia una retata infruttuosa nel paese di Gradoli (in provincia di Viterbo) a caccia del prigioniero. In modo “casuale” il successivo 18 aprile venne rinvenuto al nr. 96 – interno 11 di via Gradoli a Roma un covo delle Brigate Rosse abbandonato di recente. Nell'audizione in commissione il presidente Prodi si riportò integralmente alla sua audizione alla Commissione Moro (10 giugno 1981) ”non avendo inteso aggiungere altro”.
Nel novembre 2006, dopo la morte a Londra per avvelenamento dell'ex spia del KGB Aleksandr Litvinenko causata da una dose letale di Polonio 210 esplode il caso legato all'attività di Mario Scaramella, consulente della commissione responsabile delle acquisizioni conoscitive all'estero ed entrato in contatto a partire dal gennaio 2004 con l'ex agente segreto del KGB. L'attività di Scaramella per conto della commissione sarebbe stata volta a cercare e raggruppare documenti sui casi già esaminati dalla stessa commissione tra cui alcuni personaggi di spicco della politica italiana e anche sull'allora presidente del consiglio Romano Prodi.
Scaramella è stato arrestato il 24 dicembre 2006 con l'accusa di violazione del segreto d'ufficio e calunnia aggravata e continuata per aver calunniato l'ex capitano del KGB Aleksander Talik (sostenendo che fosse il mandante di possibili attentati), un ex capitano ucraino del Nono Direttorato del KGB, cioè della stessa sezione di cui faceva parte anche Andrei Lugovoy, che secondo la Procura della Corona Britannica sarebbe l'assassino materiale di Litvinenko. Scaramella è poi rimasto detenuto in carcerazione preventiva per ben un anno e quattro mesi nel carcere romano di Regina Coeli, dopo essersi consegnato alle autorità italiane, al suo ritorno a Napoli dal ricovero in un ospedale militare di Londra, ricovero reso necessario dal contatto con Aleksandr Litvinenko nelle ore immediatamente successive al suo avvelenamento. Mario Scaramella ha patteggiato la pena a quattro anni di reclusione, per le accuse di calunnia ed è stato immediatamente scarcerato poiché ha goduto dell'indulto: con la sentenza, avendo scontato un anno e 4 mesi di carcere preventivo ha chiuso ogni pendenza con la giustizia.
Ponendosi contro le sentenze giudiziarie passate in giudicato che avevano accertato la matrice neofascista della strage di Bologna del 1980, nel 2006 la commissione, in una relazione relativa alla strage e alla scomparsa in Libano dei giornalisti Italo Toni e Graziella De Palo, ne attribuì la responsabilità al terrorismo palestinese, a causa della rottura del cosiddetto "lodo Moro", un accordo segreto tra palestinesi e servizi segreti italiani per garantire il passaggio nella penisola di terroristi, armi ed esplosivi:
(Relazione della Commissione Mitrokhin sul gruppo Carlos e l'attentato del 2 agosto 1980)

### La relazione della maggioranza
L'allora maggioranza in carica (2001-2006) durante lo svolgimento della commissione parlamentare sospetta una sostanziale condivisione politica delle scelte fatte dal SISMI in quegli anni da parte dei governi guidati da Lamberto Dini, Romano Prodi e Massimo D'Alema, che spiegherebbero una continuità di azioni inconcludenti ed omissioni. Non vi è traccia che Dini e D'Alema abbiano mai ricevuto comunicazione ufficiale da parte del SISMI sull'operazione Impedian; vi è traccia invece di una comunicazione ufficiale fatta a Romano Prodi.
La maggioranza sostiene che ci sia stata una "precisa e determinata" volontà dei Presidenti del Consiglio pro tempore Lamberto Dini, Romano Prodi e Massimo D'Alema di accreditare davanti alla Commissione le tesi dei due direttori del SISMI Siracusa e Battelli e la validità formale e sostanziale dell'operazione Impedian. In particolare Romano Prodi, dopo un'iniziale negazione di qualsivoglia sua compartecipazione nella vicenda Mitrokhin, ha dovuto ammetterne la conoscenza e l'assunzione di responsabilità "attraverso un generico provvedimento verbale assunto".
Dal documento ufficiale pubblicato, si evidenziano le seguenti conclusioni: il 28 marzo 1995 (ossia 48 ore prima dell'arrivo dei primi documenti dall'MI6) il direttore del SISMI ordina la sostituzione del colonnello Alberico Lo Faso della I divisione con Luigi Emilio Masina, il quale forza una sostanziale paralisi delle attività di controspionaggio almeno fino alla fine dell'aprile 1998, anno in cui si viene a sapere che sta per essere pubblicato un libro a cura del professor Andrew e dello stesso Mitrokhin (The Mitrokhin Archive - The KGB in Europe and in the West del 1999).
Secondo la relazione di maggioranza dai vertici del SISMI vi sarebbero state ripetute mancanze, coperture ed omissioni che hanno avuto come conseguenza una iniziale non informazione del governo su quanto i documenti rivelavano e successivamente un susseguirsi di comunicazioni parziali. In particolare c'è stata una sincrona copertura da parte del direttore del SISMI generale Siracusa e dal suo successore l'ammiraglio Battelli sull'operazione Impedian (ossia quella riguardante il Dossier Mitrokhin), che è sfociata (sempre secondo la relazione di maggioranza) nel tentativo di impedire alla Commissione d'inchiesta di ricostruire correttamente i fatti.
Vi furono delle fuoriuscite per almeno tre volte di materiale classificato come "segretissimo" riguardante il Dossier Mitrokhin dal SISMI in direzione dell'autorità politica nel 1995, 1996 e 1999. Di queste fuoriuscite non è rimasta traccia negli atti del Servizio. Gli autori del libro The Mitrokhin Archive - The KGB in Europe and in the West hanno lamentato delle pressioni allorquando cercarono di investigare sui presunti finanziamenti che il KGB avrebbe versato direttamente ad Armando Cossutta e l'ipotizzato coinvolgimento del KGB nell'attentato a Papa Giovanni Paolo II, la cui prova sarebbe stata la presenza di un agente sovietico in piazza San Pietro mentre Agca stava sparando.

### La relazione dell'opposizione
La relazione dell'opposizione, citando anche estratti delle audizioni dei vari dirigenti dei servizi, evidenzia che all'arrivo del dossier in Italia molte delle notizie contenute fossero già note, sia grazie all'opera dei servizi stessi, sia grazie ad inchieste della magistratura attivate dopo l'apertura degli archivi del KGB. La relazione ricorda anche che la prima bozza del dossier (per quello che riguardava l'Italia) fu consegnata al SISMI il 17 aprile 1998 e che versioni successive dello stesso documento, seppur promesse dai servizi inglesi nel novembre dello stesso anno, non furono mai consegnate e che il SISMI ebbe quindi accesso al resto delle informazioni solo nel settembre 1999, quando fu pubblicato il libro di Andrew-Mitrokhin. Viene poi evidenziato come entrambe le rogatorie internazionali (verso la Gran Bretagna e verso la Russia) per accedere ai documenti originali non ebbero seguito e che "elementi probatori giudiziariamente rilevanti a carico dei nominativi contenuti nel dossier Mitrokhin non emersero nel corso della trattazione del materiale informativo da parte del SISMI ne in esito agli accertamenti svolti dal ROS".

## I risvolti giudiziari
A seguito degli elementi acquisiti, la procura di Roma iscrive nel registro degli indagati Prodi, D'Alema e altre 19 persone. Successivamente alle indagini, il 7 agosto 2004 il procedimento viene archiviato dalla stessa Procura di Roma per tutti i 19 indagati ancora in vita (due sono nel frattempo deceduti). Nel febbraio 2006 i pubblici ministeri della procura di Roma titolari del fascicolo inviano al Tribunale dei Ministri la richiesta di archiviazione, in quanto "le scelte e le determinazioni assunte in relazione al dossier Mitrokhin non rilevano sotto il profilo penale". Nell'ottobre 2006 il Tribunale dei Ministri accoglie la richiesta di archiviazione del procedimento.

## Dibattito sull'autenticità dei documenti
Molti storici - anche alla luce del fatto che la decisione del controspionaggio inglese "di permettere un lavoro storiografico, basato sulla cooperazione con Oleg Gordievskij e sull'archivio Mitrokhin, fu probabilmente il più avventuroso esempio di supporto ufficiale alla stesura di una storia del servizio segreto durante gli anni '90" - si sono posti il problema della credibilità dei documenti di Mitrokhin, considerando anche che non è possibile verificarne l'autenticità in Unione Sovietica. L'American Historical Review (vol. 106, n. 2, aprile 2001) scrive:
(American Historical Review, aprile 2001))
Secondo altri critici il rapporto conterrebbe sia informazioni veritiere, ma già note da tempo negli ambienti dei servizi (anche quelli italiani) all'epoca in cui vennero diffuse (del resto molte informazioni erano relative a fatti avvenuti decenni prima, partendo il dossier dal 1917 ed essendo stato diffuso dopo l'apertura di alcuni archivi del Kgb agli inizi degli anni '90), che Mitrokhin potrebbe quindi aver raccolto da più fonti e non necessariamente trascritto dagli archivi del KGB, sia informazioni completamente non verificabili che potrebbero essere false.
I servizi segreti russi hanno più volte smentito l'autenticità del materiale. D'altro canto, le conclusioni a cui giunge la Commissione di Intelligence e Sicurezza del parlamento britannico sono di parere diametralmente opposto, indicando Vasilij Mitrokhin come la più informata fonte sovietica che l'Occidente abbia mai trovato. Dello stesso parere è anche l'FBI, che considera il materiale Mitrokhin come il più grande successo in materia di contro-intelligence del dopoguerra.
Infine, tutte le stazioni radio e le basi del KGB in Italia vennero scoperte e ritrovate esattamente dove indicate dal dossier, nonostante Mitrokhin non abbia mai effettuato alcuna missione in Italia. La loro esistenza (sospettata da tempo) così come (successivamente) la loro localizzazione, era tuttavia già stata resa pubblica in Italia dopo le indagini della magistratura negli archivi del KGB, avvenute prima della collaborazione stabile tra Mitrokin e il servizio inglese.

## Il dibattito politico
Numerosi parlamentari di centro-destra hanno lamentato come prima del 2002 il materiale contenuto nel Dossier fosse stato occultato o sottovalutato: a riprova di questo, viene citato il fatto che il Regno Unito si offrì di portare lo stesso Vasilij Mitrokhin direttamente in Italia per essere ascoltato dai servizi segreti ma l'offerta, pur ripetuta tre volte, rimase senza risposta; che nel periodo precedente la costituzione della Commissione d'Inchiesta non vennero svolte effettive indagini, ma solo ricerche d'archivio; che non venne completata la traduzione di tutte le schede, per esempio, quella contenente il glossario usato dai sovietici per classificare i contatti, le spie e gli agenti.
Il governo D'Alema presentò un disegno di legge per l'istituzione di una commissione d'inchiesta riguardante il dossier Mitrokhin; il disegno decadde, ma venne ripreso e approvato dal governo Berlusconi II. Da parte degli ex leader del PCI e dei parlamentari di centro-sinistra si afferma come il dossier sia stato utilizzato in maniera strumentale (soprattutto nei periodi di campagna elettorale) e che i fatti, basati su trascrizioni di appunti e non su documenti ufficiali, sono contestati dai servizi segreti russi.